# Xyris mexicana
Xyris mexicana là một loài thực vật hạt kín trong họ Hoàng đầu. Loài này được S.Watson miêu tả khoa học đầu tiên năm 1890.